# 勾蜓科
勾蜓科（Cordulegastridae）亦稱大蜓科，是差翅亞目下的一個科。 體型較大，體色呈褐色或黑色，有黃色斑點。常見於流速緩慢的溪流旁，飛行高度約30—70（12—28英寸）。
一般在潛水的沙中產卵。 分佈與世界各地，北美洲的全部八個種都屬於Cordulegaster。
其學名來源於古希臘語“kordylinus”（棒狀）和“gaster”（腹部）。